# Ординариат Польши
Ординариат Польши (лат. Ordinariatus Poloniae) — ординариат Римско-Католической церкви с центром в городе Варшава, Польша. Ординариат распространяет свою юрисдикцию на верующих армянского обряда и — официально — других восточных католических обрядов проживающих на всей территории Польши, кроме Украинской грекокатолической церкви и Католической церкви византийско-славянского обряда в Польше, имевших собственные церковные структуры. Ординарием является латинский иерарх Варшавской архиепархии.

## История
18 сентября 1981 года Святой Престол учредил ординариат Польши для верующих восточных католических церквей, проживающих в Польше.
16 января 1991 года в Польше была учреждена Перемышльско-Варшавская епархия Украинской грекокатолической церкви и верующие этой церкви вышли из-под юрисдикции Ординариата Польши.
В 2007 году верующие Католической церкви византийско-славянского обряда стали подчинёнными латинского епископа Епархии Седльце — Збигнева Керниковского.
Поэтому, в настоящее время целость верующих Ординариата Польши составляют верующие армянского обряда.

## Структура
В Ординариате действуют три прихода:
- Армяно-католический южный приход в Гливице (Церковь Святой Троицы);
- Армяно-католический центральный приход в Варшаве (Церковь Непорочного Зачатия Пресвятой Девы Марии);
- Армяно-католический северный приход в Гданьске (Церковь святых апостолов Петра и Павла).

## Ординарии
- кардинал Юзеф Глемп (18.09.1981 — 9.06.2007);
- кардинал Казимеж Ныч (9.06.2007 — 8.03.2025);
- архиепископ Адриан Юзеф Галбас (8.03.2025 — по настоящее время).